# Jean Brunhes

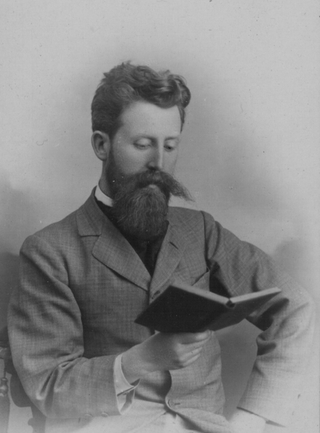
Jean Brunhes

Jean Brunhes (Toulouse, 25 oktober 1869 – Boulogne-Billancourt, 25 augustus 1930) was een Frans geograaf.

## Levensloop
Toen Brunhes werd geboren was zijn vader leraar wiskunde, later werd hij decaan van de Faculté des Sciences in Lyon. Na zijn studies in het voortgezet onderwijs vertrok Jean Brunhes naar Parijs om te studeren aan de École normale supérieure. Daar kwam hij in contact met Paul Vidal de la Blache. Vidal de la Blache maakte hem enthousiast voor de studie van geschiedenis en geografie, zodat hij zijn aanvankelijke plannen om filologie te gaan studeren liet varen. Jean Brunhes oriënteerde zich breed tijdens zijn studie. Behalve geografie en geschiedenis volgde hij ook colleges geologie naast die voor mijningenieur (aan de École des Mines) en civiel ingenieur (aan de École des Ponts et des Chaussées). Mede op advies van Vidal de la Blache, vertrok Jean Brunhes in 1894 voor een half jaar naar Spanje. Hij was toegelaten tot Institut Thiers waardoor het mogelijk werd onderzoek te doen. Het doel van die reis was het verzamelen van gegevens voor zijn thèse over irrigatie. Dit werk werd in 1902 afgerond onder de titel L'irrigation, ses conditions géographiques, ses modes et son organisation dans la péninsule ibérique et dans l’Afrique du Nord.
Na korte tijd in Rijsel gewerkt te hebben als hoogleraar, werd Jean Brunhes in 1896 benoemd aan de universiteit van Fribourg in Zwitserland. Hij voltooide er zijn thèse en werkte daarna aanvankelijk aan fysisch-geografische onderwerpen. De eroderende werking van water was in die beginjaren in Fribourg een favoriet onderwerp. Zijn thèse over de irrigatie in de mediterrane wereld werd zeer goed ontvangen. Hij verwierf onder meer de Prix P.F. Fournier van de Société de Géographie de Paris. Bijzonder is dat de ondertitel van dit proefschrift luidde: Étude de géographie humaine. Het is de eerste keer dat deze omschrijving van de geografie gebruikt werd. Jean Brunhes was zich in zijn jaren in Fribourg meer en meer gaan richten op de menselijke activiteit in relatie tot de natuurlijke omgeving. In 1907 werd Brunhes tevens benoemd in Lausanne op de eerste leerstoel voor 'géographie humaine' in Europa. In 1910 verscheen zijn meest invloedrijke werk La Géographie Humaine. Essai de classification positive. Op het moment van verschijnen was Brunhes rector van de universiteiten van Fribourg en Lausanne.
Jean Brunhes was gefascineerd door de mogelijkheden van de kleurenfotografie. Hij fotografeerde zelf veel tijdens de vele onderzoeksreizen en hij gebruikte veelvuldig foto’s in zijn colleges en boeken. In 1912 verzocht de bankier Albert Kahn, evenzeer in de ban van de mogelijkheden van de fotografie, Brunhes conservator te worden van de reeds toen omvangrijke collectie foto's ondergebracht in de Archives de la Planète. Het was ook Albert Kahn die de eerste Franse leerstoel 'Géographie humaine' bij het Collège de France financierde. Jean Brunhes werd de eerste hoogleraar. Hij was zeer succesvol als hoogleraar en hij kende een grote belangstelling voor zijn colleges. In 1927 werd Jean Brunhes toegelaten tot de Académie des sciences morales en politiques. Jean Brunhes overleed in 1930 na een kort ziekbed op 60-jarige leeftijd.

## Werk en betekenis
Jean Brunhes, een van de eerste leerlingen van Vidal de la Blache, kan worden beschouwd als degene die de géographie humaine van een gestructureerd fundament heeft voorzien. Zijn visie op de geografie staat onder sterke invloed van Vidal de la Blache, maar wijkt daarvan in zoverre af dat zijn aandacht minder gericht is op de geografische condities en de sociale verschijnselen en veel meer op de zichtbare verschijnselen aan het aardoppervlak. Het methodologische contrast tussen de Géographie humaine de la France van Jean Brunhes en de Tableau de la géographie de la France van Vidal de la Blache, zegt Buttimer (1971, 60) illustreert uitstekend de markante verschillen tussen beide geografen. Vidal geeft het landschap weer als een mozaïek van natuurlijke regio's, terwijl Brunhes het landschap ziet in termen van vormende processen en vormgevende elementen als wegen, akkers, bruggen, kanalen, gewassen etc.
In al zijn publicaties is een uitgesproken possibilistisch uitgangspunt aanwezig: de mens kiest uit de mogelijkheden die het natuurlijk milieu biedt om tot een aanvaardbare bestaanswijze te komen. Met name in zijn hoofdwerk La Géographie humaine wilde Brunhes komen tot een positieve, dat wil zeggen op empirische feiten gebaseerde classificatie van de zichtbare verschijnselen aan het aardoppervlak. Dit verklaarde mede zijn voorliefde voor de fotografie en meer in het bijzonder de luchtfoto, waarop als het ware de projectie van de menselijke activiteit op het aardoppervlak zichtbaar gemaakt kon worden:
élevons-nous en ballon ou en aéroplane à quelques centaines des mètres au-dessus du sol; et, l'esprit débarrassé de tout ce que nous savons des hommes, tentons de voir et de noter les faits essentiels de la géographie humaine……— (J. Brunhes, La Géographie Humaine, ed. abrégée, 3e edition, 1956, p. 26)
Brunhes koos dus nadrukkelijk voor een methodische invalshoek. De invloed van zijn collega in het Collège de France Henri Bergson is merkbaar in het centraal stellen van de menselijke activiteit (het concept van de 'homo faber'). De géographie humaine is in de eerste plaats een geografie van het werken. De essentiële geografische feiten vormden de basis voor de geografische analyse. Elk geografisch feit kende een eigen individualiteit, gelet op de oorsprong en de ontwikkeling. Brunhes bracht een ordening aan in deze essentiële feiten:
- faits d'occupation improductive du sol (maisons et chemins)
- faits de conquète vegetale et animale (champs cultivé et animaux domestiqués)
- faits d'économie destructive (exploitations minérales et dévastations végétales ou animales.

Deze categorieën worden onderzocht in bepaalde gebieden, waarbij dan de onderlinge relatie tussen de essentiële feiten en de sociale en natuurlijke omgeving werd blootgelegd. Brunhes koos voor gebieden die hij uit eigen waarneming en onderzoek kende en die niet te groot waren. Grote gebieden zouden problemen geven bij het tot een synthese brengen van de deelstudies. Bovendien moesten deze gebieden voldoende geïsoleerd zijn om aparte regionale eenheden te vormen. In zijn boek La Géographie Humaine koos Brunhes voor de oasen Souf en M'Zab gelegen in de Algerijnse Sahara en voor Val d'Anniviers gelegen in Zwitserland.
Aan Jean Brunhes dankte de Franse geografie de eerste weloverwogen systematisering van het vakgebied. Hij liet de mogelijkheden van een thematische benadering zien zonder dat de regionale benadering werd verlaten en hij zette de toon voor een ontwikkeling van de sociale geografie waarin het accent op arbeid en organisatie lag (zie ook: Ecologische geografie (Frankrijk)).

## Selectie van publicaties
- Ruskin et la Bible: pour servir à l'histoire d'une pensée, Perrin, Paris, 1901 (samen met zijn vrouw Henriette Hoskier-Brunhes)
- L'irrigation, ses conditions géographiques, ses modes et son organisation dans la péninsule ibérique et dans l'Afrique du Nord, C.Naud, Paris, 1902
- La Géographie Humaine. Essai de classification positive, Alcan, Paris, 1910
- Géographie humaine de la France, vol. 1 of Gabriel Hanotaux (ed.), Histoire de la nation française, Plon-Nourrit, Paris, 1920
- La géographie de l'histoire: Géographie de la paix et de la guerre sur terre et sur mer, Alcan, Paris, 1921 (samen met Camille Vallaux)